# Qualificazioni al campionato mondiale di calcio 2026 - UEFA - Fase a gironi, gruppo I

## Classifica
Aggiornata al 9 giugno 2025.
| Pos. | Squadra  | Pt | G | V | N | P | GF | GS | DR  |
| ---- | -------- | -- | - | - | - | - | -- | -- | --- |
| 1.   | Norvegia | 12 | 4 | 4 | 0 | 0 | 13 | 2  | +11 |
| 2.   | Israele  | 6  | 3 | 2 | 0 | 1 | 7  | 6  | +1  |
| 3.   | Italia   | 3  | 2 | 1 | 0 | 1 | 2  | 3  | -1  |
| 4.   | Estonia  | 3  | 4 | 1 | 0 | 3 | 5  | 8  | -3  |
| 5.   | Moldavia | 0  | 3 | 0 | 0 | 3 | 2  | 10 | -8  |

## Risultati

### 1ª giornata
| Arbitro: | Matej Jug |

|  |           |                                                            |
|  | Marcatori | 5’ Ryerson 23’ Haaland 38’ Aasgaard 43’ Sørloth 69’ Dønnum |

| Arbitro: | Nikola Dabanović |

|                          |           |              |
| Hein 23’ (aut.) Dasa 75’ | Marcatori | 10’ Paskotši |

### 2ª giornata
| Arbitro: | Lawrence Visser |

|                               |           |                                   |
| Nicolăescu 67’ Caimacov 90+1’ | Marcatori | 19’ Peetson 30’ Sappinen 70’ Käit |

| Arbitro: | Chris Kavanagh |

|                             |           |                                                   |
| Abu Fani 55’ Turgeman 90+3’ | Marcatori | 39’ Møller Wolfe 59’ Sørloth 65’ Ajer 83’ Haaland |

### 3ª giornata
| Arbitro: | Willy Delajod |

|          |           |                                    |
| Käit 31’ | Marcatori | 39’, 49’ Biton 89’ (rig.) Abu Fani |

| Arbitro: | José María Sánchez Martínez |

|                                  |           |  |
| Sørloth 14’ Nusa 34’ Haaland 42’ | Marcatori |  |

### 4ª giornata
| Arbitro: | Srđan Jovanović |

|  |           |             |
|  | Marcatori | 62’ Haaland |

| Arbitro: | Urs Schnyder |

|                            |           |  |
| Raspadori 40’ Cambiaso 50’ | Marcatori |  |

### 5ª giornata
| Chișinău 5 settembre 2025, ore 20:45 CEST | Moldavia | – referto | Israele | Stadio Zimbru |

| Bergamo 5 settembre 2025, ore 20:45 CEST | Italia | – referto | Estonia | Stadio Atleti Azzurri d'Italia |

### 6ª giornata
| Debrecen 8 settembre 2025, ore 20:45 CEST | Israele | – referto | Italia | Nagyerdei Stadion |

| Oslo 9 settembre 2025, ore 20:45 CEST | Norvegia | – referto | Moldavia | Ullevaal Stadion |

### 7ª giornata
| Oslo 11 ottobre 2025, ore 18:00 CEST | Norvegia | – referto | Israele | Ullevaal Stadion |

| Tallinn 11 ottobre 2025, ore 20:45 CEST | Estonia | – referto | Italia | A. Le Coq Arena |

### 8ª giornata
| Tallinn 14 ottobre 2025, ore 18:00 CEST | Estonia | – referto | Moldavia | A. Le Coq Arena |

| Udine 14 ottobre 2025, ore 20:45 CEST | Italia | – referto | Israele | Stadio Friuli |

### 9ª giornata
| Oslo 13 novembre 2025, ore 18:00 CET | Norvegia | – referto | Estonia | Ullevaal Stadion |

| 13 novembre 2025, ore 20:45 CET | Moldavia | – referto | Italia |  |

### 10ª giornata
| 16 novembre 2025, ore 20:45 CET | Israele | – referto | Moldavia | [ 1 ] |

| Milano 16 novembre 2025, ore 20:45 CET | Italia | – referto | Norvegia | Stadio Giuseppe Meazza |

## Statistiche

### Classifica marcatori
Aggiornata al 9 giugno 2025.
4 reti
- Erling Haaland

3 reti
- Alexander Sørloth

2 reti
- Mattias Käit

- Mohammad Abu Fani

- Dan Biton

1 rete
- Maksim Paskotši
- Rasmus Peetson
- Rauno Sappinen
- Eli Dasa
- Dor Turgeman

- Andrea Cambiaso
- Giacomo Raspadori
- Mihail Caimacov
- Ion Nicolăescu
- Thelo Aasgaard

- Kristoffer Ajer
- Aron Dønnum
- David Møller Wolfe
- Antonio Nusa
- Julian Ryerson

Autoreti
- Karl Jakob Hein (1, pro  Israele)